# Chaetocarpus acutifolius
Chaetocarpus acutifolius là một loài thực vật có hoa trong họ Peraceae. Loài này được (Britton & P.Wilson) Borhidi mô tả khoa học đầu tiên năm 1979.